# Zdzisław Tyszkiewicz
Zdzisław Tyszkiewicz, hrabia, herbu Leliwa (ur. 30 grudnia 1838 w Pieniakach, zm. 25 września 1894 w Wiedniu (Izersdorfie) – ziemianin, polityk konserwatywny, poseł do austriackiej Rady Państwa i do galicyjskiego Sejmu Krajowego.

## Życiorys
Studiował rolnictwo w Katolickim Uniwersytet w Lowanium (Louvain) w Belgii. Ziemianin, od 1862 właściciel odziedziczonych po ojcu i matce dóbr Kolbuszowa Górna wraz z Werynią. Chciał ze swego majątku utworzyć ordynację, dlatego dokupywał kolejne majątki: Widełkę, Kupno, Poręby Kupieńskie, Dymarkę, Dubas, Kolbuszową Dolną, Kłodniówkę, Mechowiec, Nową Wieś, Raniżów, Zembrzę, Kopcie i wreszcie w 1868 r. odkupił od wuja Rudzkiego Kolbuszową – miasto. Centrum tego kompleksu stanowił dwór w Weryni, który postanowił przebudować na pałac. Swoje działania w tym kierunku rozpoczął od uporządkowania parku, w którym w 1873 r. wystawiono neogotycką kaplicę. Stworzono także podstawy założenia parkowo – pałacowego które zachowały się do dzisiaj. Zebrał również część materiałów budowlanych na pałac, ale przedwczesna śmierć Zdzisława przerwała prace. Budowę pałacu ukończył już jego spadkobierca Jerzy Tyszkiewicz na podstawie projektu Tadeusza Stryjeńskiego, który zrealizował współpracujący z nim Franciszek Mączyński. 
Brał udział w powstaniu styczniowym 1863. W okresie autonomicznym polityk konserwatywny, związany ze stańczykami krakowskimi. Od około 1869 do końca życia był wybierany członkiem Rady c. k. powiatu kolbuszowskiego z grupy większych posiadłości w tym okresie pełnił stanowisko prezesa wydziału powiatowego. Poseł do austriackiej Rady Państwa V kadencji (10 listopada 1877 - 22 maja 1879), VI kadencji (7 października 1879 - 23 kwietnia 1885), VII kadencji (22 września 1885 - 23 stycznia 1891) i VIII kadencji (9 kwietnia 1891 - 25 września 1894). Wybierany w kurii IV (gmin wiejskich) w okręgu wyborczym nr 8 (Rzeszów-Tyczyn-Głogów-Strzyżów-Kolbuszowa-Sokołów) - pierwszy raz wybrany w wyborach uzupełniających po rezygnacji Ludwika Wodzickiego). W parlamencie należał do grupy posłów konserwatywnych (stańczyków) w Kole Polskim w Wiedniu. Był także posłem do Sejmu Krajowego Galicji IV kadencji (8 sierpnia 1877 - 21 października 1882), V kadencji (15 września 1883 - 26 stycznia 1889) i VI kadencji (10 października 1889 - 17 lutego 1894), wybieranym z IV kurii (gmin wiejskich) z okręgu wyborczego nr 69 (Ropczyce-Kolbuszowa). 
Otrzymał tytuły honorowego obywatelstw Majdanu, Sokołowa, Raniżowa i Kolbuszowej. Jeszcze za życia jego imię nadano jednej z ulic Sokołowa Małopolskiego, później przemianowanej na płk. Piotra Podstawskiego.
Zmarł we wrześniu 1894 w zakładzie leczniczym koło Wiednia. Został pochowany w zbudowanym przez niego w latach 1890-1892 grobowcu rodzinnym na cmentarzu parafii Wszystkich Świętych w Kolbuszowej 4 października 1894. 

## Rodzina
Urodził się w arystokratycznej rodzinie ziemiańskiej. Syn Jerzego Henryka Tyszkiewicza (1797-1862) i Felicjanny z Rejów (1807-1860). Jego braćmi byli: Ludwik (1791-1792), Henryk Jerzy (1792-1854), Wincenty Tomasz (1796-1856), Jerzy Henryk (1797-1862), Maurycy (ur. 1800), Jarosław (1806-1859), oraz siostry Klementynę (1800-1831) żonę  Konstantego Ruckiego (1800-1878) i Adelę (1803-1854) żonę Pawła Nejmanowskiego, W 1869 ożenił się z Gabrielą Felicją z Mierów (1850-1938). Małżeństwo było bezdzietne. W 1875 małżonkowie rozwiedli się. Dobra kolbuszowskie odziedziczył po nim Jerzy Tyszkiewicz (zginął w łagrze na Syberii w 1945) wnuk jego stryja Wincentego Tomasza.

## Literatura
- Jerzy Sewer Dunin-Borkowski, Almanach błękitny, genealogia żyjących rodów polskich, Warszawa: 1908, s. 951.